# 金鼎梅
金鼎梅，字子調，贵州長順人，清朝政治人物、同進士出身。

## 生平
嘉慶十六年（1811年）辛未科進士，三甲一百三十一名，由直隸房山縣知縣改銅仁府教授。